# Gymnosoma sylvatica
Gymnosoma sylvatica är en tvåvingeart som beskrevs av Zimin 1966. Gymnosoma sylvatica ingår i släktet Gymnosoma och familjen parasitflugor. Inga underarter finns listade i Catalogue of Life.